# Sécheresses (Poulenc)
Sécheresses est une cantate pour chœur mixte et orchestre, composée par Francis Poulenc en 1937 sur des poèmes d'Edward James.

## Histoire
C'est le poète britannique Edward James qui commande cette œuvre au compositeur. Edward James (1907-1984) était aussi un riche mécène, ami de peintres comme Salvador Dalí, René Magritte, Leonor Fini, mais aussi de musiciens tels que le chef d'orchestre Igor Markevitch. Il offrait à Francis Poulenc le double de la somme que Winnaretta Singer avait donné pour le Concerto pour orgue, cordes et timbales.
Francis Poulenc compose cette cantate sur quatre textes d'Edward James entre septembre et décembre 1937. Deux des textes employés avaient été publiés dans la revue d'inspiration surréaliste Minotaure. Le compositeur dédie son œuvre à Yvonne de Casa Fuerte, une violoniste qui avait épousé le marquis de Casa Fuerte.
L'œuvre est créée à Paris, Salle Pleyel, le 2 avril 1938, par l'orchestre des Concerts Colonne et les Chanteurs de Lyon sous la direction de Paul Paray. Cette première est un échec, et le compositeur veut détruire la partition de son œuvre, mais Georges Auric l'en dissuade,.
Sécheresses est rejoué beaucoup plus tard, le 28 septembre 1953, par l'orchestre radio-symphonique de Paris sous la direction d'Eugène Bigot, puis le 4 novembre 1953 au Théâtre des Champs-Élysées par l'Orchestre de la Société des concerts du Conservatoire sous la direction de Georges Tzipine. L'œuvre rencontre alors un grand succès.

## Sections
1. Les sauterelles
2. Le village abandonné
3. Le faux avenir
4. Le squelette de la mer

## Discographie
- Denise Duval, les Chœurs d’Élisabeth Brasseur, et l'Orchestre de la Société des concerts du Conservatoire dirigé par Georges Tzipine, 1963 (EMI).
- Le Chœur de Radio France et le Nouvel Orchestre philharmonique de Radio France dirigé par Georges Prêtre, 1983 (Warner/Erato).
- Poulenc: Hier et aujourd'hui, Vol. 2, Orchestre de la Suisse romande, Fabio Luisi, 2016 RTS Radio Télévision Suisse/Evasion Music.